# Heterospila decisa
Heterospila decisa är en fjärilsart som beskrevs av Walker. Heterospila decisa ingår i släktet Heterospila och familjen nattflyn. Inga underarter finns listade i Catalogue of Life.